# Bubs Godis
Bubs Godis Aktiebolag, av företaget skrivet BUBS Godis Aktiebolag, är ett svenskt företag inom socker- och chokladkonfektyr som äger varumärket Bubs Godis. Produktionsanläggning och kontor är beläget i Jönköping. Bolaget ägs sedan 2023 av Orkla Confectionery & Snacks.

## Historia
Bolaget grundades i Huskvarna år 1992 av familjen Lindström. Namnet Bubs är en akronym för familjemedlemmarna Bernt, Ulrik, Birgitta och Stefan Lindström. Bernt och Birgitta är föräldrar till Ulrik och Stefan. I december 2022 meddelades det att släkten Lindström skulle sälja Bubs Godis till Orkla Confectionery & Snacks Sverige. Den 1 februari 2023 blev det officiellt.

## Tillverkning
Bubs Godis tillverkning sker på industri- och logistikområdet Torsvik strax utanför Jönköping. Produktionen år 2018 var cirka 5620 ton, varav cirka 25 procent gick på export, främst till Finland, Norge och Island. Huvuddelen av produktionen och packningen är automatiserad samt robotiserad. Företaget tillverkar gelégodis och skumgodis.
Under 2024 blev godiset omåttligt populärt i USA i samband med en Tiktok-trend, vilket resulterade i större efterfrågan än produktion och stoppade leveranser till livsmedelsbutiker i Sverige. I samband med de uteblivna leveranserna spekulerade allmänheten kring orsakerna och falska rykten spreds via sociala medier, bland annat om att godisfabriken skulle ha brunnit ner. I mitten av året vidtog Bubs Godis åtgärder. Exporten till USA pausades tills vidare och en ny installation på fabriken i Jönköping påbörjades med syfte att hinna ifatt med produktionen och kunna distribuera godiset till Norden.

## Produkter
En av Bubs Godis profilprodukter är lösgodisbiten hallonlakritsskalle, vilken år 2019 var en av Sveriges mest sålda godisbitar. Utöver hallonlakritsskalle tillverkar företaget ett femtiotal andra produkter. Produkterna är tillverkade av gelé eller skum. Sortimentet delas in lösvikt och förpackat. Allt Bubs Godis är sedan 2023 utan gelatin och andra animaliska tillsatser.